# Valle Alto de Valle Gran Rey
Valle Alto de Valle Gran Rey este o arie protejată (arie specială de conservare — SAC, sit de importanță comunitară — SCI) din Spania întinsă pe o suprafață de 706,8 ha, integral pe uscat.

## Localizare
Centrul sitului Valle Alto de Valle Gran Rey este situat la coordonatele 28°06′58″N 17°18′45″W / 28.1162°N 17.3124°V.

## Înființare
Situl Valle Alto de Valle Gran Rey a fost declarat sit de importanță comunitară în octombrie 1999 pentru a proteja 2 specii de plante. Situl a fost protejat și ca arie specială de conservare în ianuarie 2010.

## Biodiversitate
Situată în ecoregiunea , aria protejată conține 5 habitate naturale: Plantații de palmieri Phoenix, Pajiști macaroneziene cu vegetație endemică, Păduri endemice cu Juniperus spp., Tufărișuri termo-mediteraneene și de pre-deșert, Păduri de pin endemic canariene.
La baza desemnării sitului se află mai multe specii protejate de  plante (2): Aeonium saundersii, Ceropegia dichotoma subsp. krainzii.